# Тарасов, Сергей Валентинович
Серге́й Валенти́нович Тара́сов (род. 21 декабря 1966, Ленинград, СССР) — российский педагог, доктор педагогических наук (2001), профессор. Ректор Российского государственного педагогического университета им. А. И. Герцена с апреля 2022 года (и. о. ректора — с сентября 2021 года). Академик РАО (2024) (членкор РАО с 2023). 

## Биография
После окончания школы учился в ПТУ № 1 Ленинграда по специальности регулировщик радиоаппаратуры.
Окончил РГПУ им. А. И. Герцена по специальности «История» (1993).
После окончания университета — учитель истории, заместитель директора школы № 168 Смольнинского района Санкт-Петербурга, директор центра психолого-педагогической, медицинской и социальной помощи «Развитие».
В 1996 году защитил диссертацию на соискание учёной степени кандидата психологических наук («Категориальные структуры мировосприятия школьников как предмет психолого-педагогического исследования»).
В 2001 году защитил диссертацию на соискание учёной степени доктора педагогических наук («Теоретико-методологические основы становления мировосприятия школьников в условиях современной социокультурной среды»).
С 2002 года — проректор по научно-методической работе Ленинградского областного института развития образования.
С 2007 года — первый заместитель председателя комитета общего и профессионального образования Ленинградской области (июнь), председатель комитета общего и профессионального образования Ленинградской области (август).
С 22 сентября 2021 года — и. о. ректора Российского государственного педагогического университета им. А. И. Герцена.
С 12 апреля 2022 года — ректор РГПУ им. А. И. Герцена.
6 марта 2022 года после вторжения России на Украину подписал письмо в поддержу российской агрессии. С 9 июня 2022 года находится под персональными санкциями Украины за поддержку войны.

## Награды
- Лауреат Премии Правительства Российской Федерации в области образования (2024)[10]
- Юбилейная медаль «МПА СНГ. 30 лет» (16 ноября 2023 года, Межпарламентская ассамблея СНГ) — за заслуги в деле развития и укрепления парламентаризма, за вклад в развитие и совершенствование правовых основ функционирования Содружества Независимых Государств, укрепление международных связей и межпарламентского сотрудничества[11].